# Comuna de Człopa
Człopa (polaco: Gmina Człopa) é uma gminy (comuna) na Polónia, na voivodia de Pomerânia Ocidental e no condado de Wałecki.
De acordo com os censos de 2005, a comuna tem 5.127 habitantes, com uma densidade 14,7 hab/km².

## Área
Estende-se por uma área de 348,37 km².